# Vienna Challenger 1999
Il Vienna Challenger 1999 è stato un torneo di tennis facente parte della categoria ATP Challenger Series nell'ambito dell'ATP Challenger Series 1999. Il torneo si è giocato a Vienna in Austria dal 9 al 15 agosto 1999 su campi in terra rossa.

## Vincitori

### Singolare
Michel Kratochvil ha battuto in finale  Marcelo Charpentier con il punteggio di 3–6, 7–6, 6–2

### Doppio
Julian Knowle /  Thomas Strengberger hanno battuto in finale  Petr Kralert /  Michel Kratochvil con il punteggio di 6–3, 6–2